# Tetralycosa williamsi
Tetralycosa williamsi Framenau & Hudson, 2017 è un ragno appartenente alla famiglia Lycosidae.

## Etimologia
Il nome proprio è in onore di William (Bill) Williams, (1936-2002), eminente limnologo australiano, pioniere dell'ecologia e della conservazione degli habitat dei laghi salati e mentore dell'autore Peter Hudson durante il dottorato.

## Caratteristiche
L'olotipo maschile ha una lunghezza totale di 16,20mm: il cefalotorace è lungo 8,55mm, e largo 6,15mm.
Il paratipo femminile ha una lunghezza totale di 19,50mm: il cefalotorace è lungo 9,90mm, e largo 7,20mm.

## Distribuzione
La specie è stata reperita nell'Australia meridionale. Di seguito alcuni rinvenimenti:
1. l'olotipo maschile rinvenuto a 2 Km dalla riva del Lago Gilles, un lago salato dell'Australia meridionale nell'ottobre 1995.
2. un paratipo maschile, uno femminile e 2 esemplari juvenili rinvenuti nei pressi del Lago Gilles, in Australia meridionale nell'aprile 1980.
3. un esemplare femminile, nei pressi del Lago Dutton, in Australia meridionale

## Tassonomia
Appartiene all' eyrei-group insieme a T. eyrei, T. adarca e T. halophila.
Al 2021 non sono note sottospecie e dal 2017 non sono stati esaminati nuovi esemplari.